# 中国地质调查局
中国地质调查局（英語：China Geological Survey，缩写为），是负责根据国家国土资源调查规划开展地质矿产勘探等工作的国务院部委管理的事业单位，现由中华人民共和国自然资源部管理。
中国地质调查局是中华人民共和国政府全资拥有，研究中国的矿产资源的非营利机构。是中国自1999年恢复中国地质调查局以来最大的地球科学机构。

## 沿革

### 民国时期
中国地质调查局起源于中华民国大陆时期。1912年民国南京临时政府在实业部矿务司正式设立地质科，1913年6月民国政府设“工商部地质调查所”。1916年2月，北洋政府农商部设立直属的地质调查局。1916年7月，中国自主培养的第一批地质毕业生18人正式进入农商部地质调查局工作。1916年10月，地质调查局更名为地质调查所，实行独立核算。当时许多著名的地质学家和古生物学家在初期进行调查工作，如戴维森·布莱克。以及章鸿钊、丁文江、翁文灏、李四光等299位地质工作者。
抗日战争时期，地质调查所先由北平迁往南京，后由南京经长沙迁往重庆。在这个时期，相继发现或勘察了延长油田、玉门油田，在江西发现了一批钨矿，在滇黔发现了铝土矿，在云南昭通、贵州水城发现了煤矿。

### 共和国初期
1949年中華人民共和國成立以后，“一五”计划开始前后，中国经济建设急需矿产支撑，李四光领衔筹划，于1950年8月成立中国地质工作计划指导委员会。1952年成立地质部，领导和管理中国矿产资源的普查、勘探，统一安排并组织实施全国地质工作，李四光任地质部部长。1952年，中国高校调整地质专业设置，成立学科齐全的专业地质院校。至1966年，除部属的北京地质学院、成都地质学院、长春地质学院外，全国已有20余所高校设有地质系、煤田地质系、海洋地质系等。在1953~1966年的十余年中，地质部门培养的各层次地质类毕业生已达7.5万人，是1949年前培养的地质专业人才的100多倍，加上其他部门培养的地质人才，总数逾11万人。其中，研究生占总数的0.75％，本科生占38.8％。1970年国务院机构改革，地质部改编为国家计划委员会地质局。

### 改革开放后

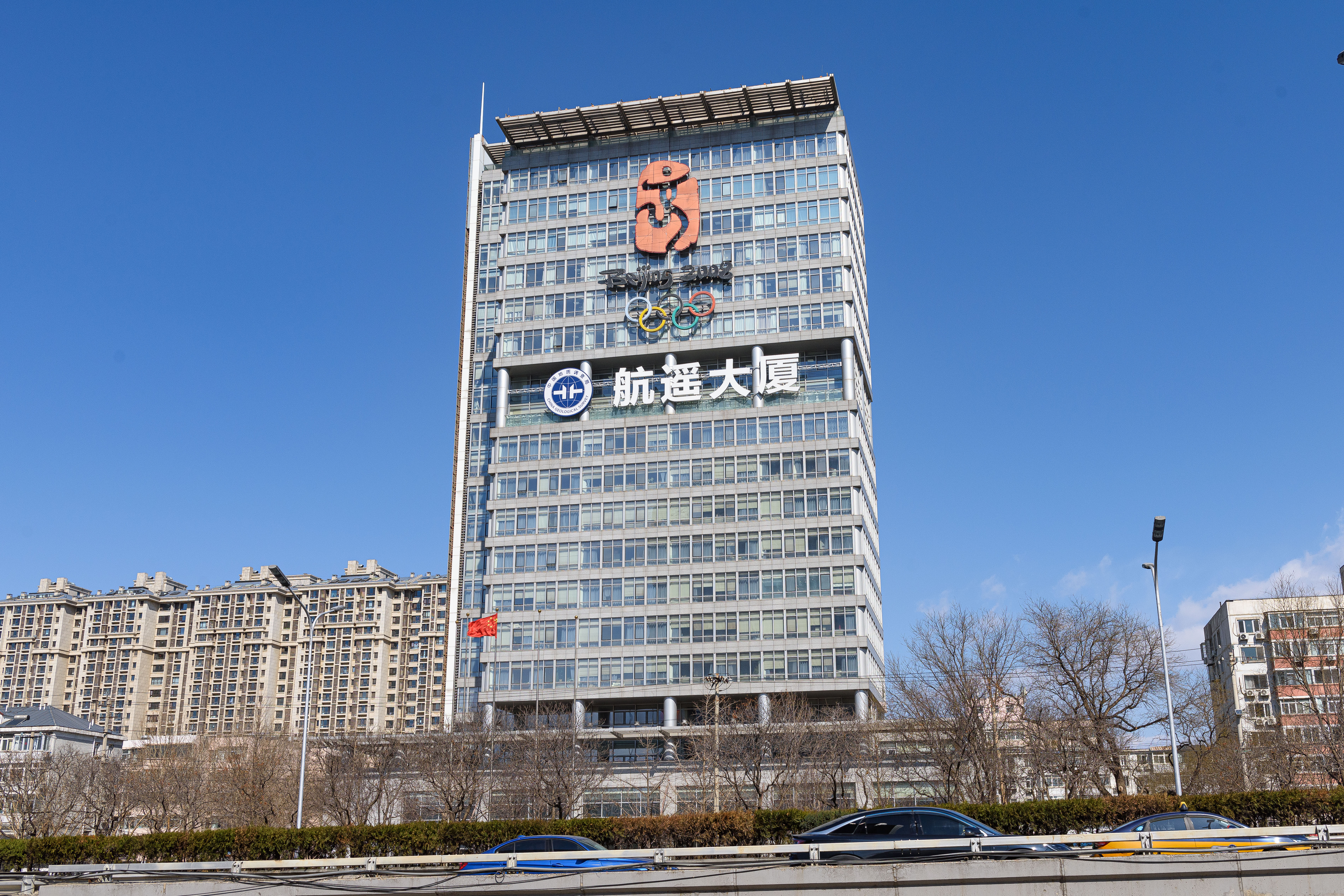
第29届奥林匹克运动会组织委员会所在地原为中国地质调查局自然资源航空物探遥感中心自筹资金建成的航遥大厦，2006年租予北京奥组委使用，现由原业主航遥中心使用

改革开放之后，恢复了地质部。1982年，地质部更名为地质矿产部。1977～1996年总计培养各类地质毕业生30万人。1998年成立国土资源部。1999年实施地质勘查体制改革，组建了中国地质调查局。 截至2016年10月，共有在职职工7549人。其中，拥有博士学历的1423人，硕士学历2392人，分别占总人数的19%和32%；拥有正高职称的有1185人，副高级职称1464人，分别占总人数的16%和19%。中国科学院和中国工程院两院院士16人，获得“李四光学者”称号9人，杰出地质人才33人，优秀地质人才58人。

## 职责
根据《中国地质调查局主要职责内设机构和人员编制规定》，中国地质调查局承担下列职责：
1. 统一部署和组织实施国家基础性、公益性地质调查和矿产资源远景评价工作；组织实施国家战略性矿产勘查工作和国家交办的部分重大工程建设前期地质勘查工作。
2. 组织实施水文地质、工程地质和环境地质调查评价工作，开展地质环境监测和地质灾害调查、预报预警与专项防治。
3. 开展前沿性、基础性地质研究，以及与地质调查和矿产勘查相关的应用研究；开展地质调查和矿产勘查新技术、新方法、新工艺的研究、引进与推广。
4. 受自然资源部委托，组织拟订地质调查和矿产勘查技术规程、规范和标准；组织实施质量监督和重大项目监理。
5. 建立地质调查和矿产勘查信息网络系统，开展地质资料信息、国土档案等社会公益服务工作。
6. 开展与地质调查和矿产勘查相关的国际交流合作，以及利用国外矿产资源前期地质工作。
7. 统一管理国家公益性地质调查队伍。对地方公益性地质调查队伍承担的国家地质调查工作实行项目联系、业务指导。对项目执行情况开展监督检查和成果管理。
8. 承办自然资源部交办的其他事项。

## 机构设置
根据《中国地质调查局主要职责内设机构和人员编制规定》，中国地质调查局设置下列机构：（除另有注明外为副司局级）

### 内设机构
- 办公室
- 总工程师室
- 财务部
- 基础调查部
- 资源评价部
- 水文地质环境地质部
- 科技外事部
- 装备部
- 人事教育部
- 监察审计室
- 直属机关党委

### 地调局管理的事业单位
- 中国地质调查局自然资源综合调查指挥中心（正司局级）

### 直属事业单位
- 中国地质科学院（正司局级）
  - 中国地质科学院地球物理地球化学勘查研究所
  - 中国地质科学院地质研究所
  - 中国地质科学院矿产资源研究所
  - 中国地质科学院地质力学研究所
  - 中国地质科学院水文地质环境地质研究所
  - 中国地质科学院岩溶地质研究所
  - 中国地质科学院勘探技术研究所
  - 中国地质科学院国家地质实验测试中心
  - 中国地质科学院探矿工艺研究所
  - 中国地质科学院郑州矿产综合利用研究所
  - 中国地质科学院矿产综合利用研究所
- 中国地质调查局发展研究中心（全国地质资料馆、自然资源部矿产勘查技术指导中心）
- 中国地质调查局天津地质调查中心（华北地质科技创新中心）
- 中国地质调查局沈阳地质调查中心（东北地质科技创新中心）
- 中国地质调查局南京地质调查中心（华东地质科技创新中心）
- 中国地质调查局武汉地质调查中心（中南地质科技创新中心）
- 中国地质调查局成都地质调查中心（西南地质科技创新中心）
- 中国地质调查局西安地质调查中心（西北地质科技创新中心）
- 广州海洋地质调查局
- 中国地质调查局青岛海洋地质研究所
- 中国自然资源航空物探遥感中心
- 中国地质调查局油气资源调查中心
- 中国地质环境监测院（自然资源部地质灾害应急技术指导中心）
- 中国地质调查局水文地质环境地质调查中心
- 中国地质调查局自然资源实物地质资料中心
- 中国地质图书馆（中国地质调查局地学文献中心）
- 中国地质调查局矿业报社
- 中国地质调查局国家地质实验测试中心
- 中国地质调查局北京探矿工程研究所
- 中国地质调查局昆明自然资源综合调查中心

## 历任领导

### 民国时期
农商部地质调查局局长
- 张轶欧（1916年2月－10月）

农商部地质调查所所长
- 丁文江（1916年10月－1921年）

农商部、农矿部、实业部、经济部地质调查所所长
- 翁文灏（1921年－1938年11月）

经济部地质调查所所长
- 黄汲清（1938年11月－1940年6月）

经济部地质调查所、中央地质调查所代所长
- 尹赞勋（1940年6月－1942年8月）

经济部、工商部中央地质调查所所长
- 李春昱（1942年8月－1949年4月）

### 共和国时期
中国地质工作计划指导委员会主任委员
- 李四光（1950年8月－1952年）

中华人民共和国地质部部长
- 李四光（1952年－1970年8月）

国家计划委员会地质局局长
- 孙大光（1975年9月－1978年）

国家地质总局局长
- 孙大光（1978年－1979年）

中华人民共和国地质部部长
- 孙大光（1979年－1982年）

中华人民共和国地质矿产部部长
- 孙大光（1982年－1985年9月）
- 朱训（1985年9月－1994年5月）
- 宋瑞祥（1994年5月－1998年3月）

中国地质调查局局长
- 叶天竺（1999年6月－2001年10月）
- 寿嘉华（2001年10月－2004年8月）
- 孟宪来（2004年8月－2007年4月）
- 汪民（2007年4月－2014年7月）
- 钟自然（2014年7月－2022年9月）
- 李金发（2022年9月－2025年3月）[8]
- 许大纯（2025年4月 - ）[9]